# 紅鹿市
紅鹿市，或译为雷德迪尔市，是加拿大艾伯塔省中部的一個城市，位于两大城市卡尔加里和埃德蒙顿正中间位置，也是该省第三大城市。根据2021年的政府人口普查报告，红鹿市常住人口約十萬，比市政府於2011年進行的市内人口普查的九萬為多。雷德迪尔市是省内的主要石油化工業和農業中心之一。
雷德迪尔市因靠近雷德迪尔河得名。克里族原住民稱紅鹿河為「Waskasoo Seepee」，即「加拿大馬鹿河」。早期英裔皮毛交易員誤以為加拿大馬鹿（elk）是歐洲馬鹿（red deer）的亞種，故將河流名稱譯為。

## 歷史
雷德迪尔市一帶本是布萊克福特族、草原克里族和斯通尼族等原住民族的聚居地。歐洲裔皮毛交易員從18世紀末期起在區内活動，而歐洲人和原住民交配而成的梅蒂人也成為區内人口結構一部分。
現雷德迪尔市上游約7公里的一段紅鹿河水深較淺，原住民和水牛自古已於此處過河，而此處現時也被稱為「舊紅鹿過河處」（Old Red Deer Crossing）。一條南起蒙大拿，經現卡加利北通現愛民頓的原住民運輸綫逐漸成形，並於舊紅鹿過河處橫越紅鹿河。
西北騎警（即加拿大皇家騎警的前身）於1875年建立卡加利堡後，連接卡加利堡和愛民頓堡的道路越見繁忙，而加拿大太平洋鐵路於1883年開通至卡加利後尤以為甚。座落卡加利和愛民頓之間的舊紅鹿過河處於1882年出現了驛站，而驛站周圍亦陸續發展成一個聚落。
1885年里爾騷亂期間，軍方在舊紅鹿過河處建立了諾曼多堡；西北騎警後來接管諾曼多堡，至1893年為止。
原住民族世代依賴水牛作食物和衣服之用，但隨著歐裔獵人過度捕殺水牛，原住民族亦日漸步向衰退，而隨之騰空的肥沃農地亦為歐裔農民所覬覦。卡加利及愛民頓鐵路於舊紅鹿過河處的下游（即現雷德迪尔市）築橋橫渡紅鹿河，並於橋梁周圍開發聚落。首班從卡加利開往愛民頓的火車於1891年經過現雷德迪尔市。
紅鹿於1901年設鎮，當時鎮内有343名居民。1911年，亞伯達中央鐵路和加拿大北方鐵路開通至紅鹿鎮。紅鹿再於1913年3月25日改設市，人口再飆升至接近2800人。

## 人口
根據雷德迪尔市政府於2011年進行的市内人口普查，雷德迪尔市共有91,877名居民，較2010年市内人口普查所得的90,084人上升2.0%。據2006年加拿大全國人口普查，雷德迪尔市有82,772名居民，較2001年上升22.0%。城市面積為69.23 km2（26.73 sq mi），人口密度則為每平方公里1195.6人（每平方英里3096.6人）。
市民母語比例以英語（接近90%）為首，其次為西班牙語（1.7%）、法語（1.6%）、他加洛語（1.1%）、德語（1.0%）、漢語（0.8%）、荷蘭語（0.6%）、烏克蘭語（0.4%）和越南語（0.3%）。
據2006年加拿大全國人口普查，雷德迪尔市市民中有4.4%自認為原住民。約2%市民則為2001年至2006年間抵加的新移民，當中16%來自菲律賓、14%來自哥倫比亞、8%來自印度、7%來自美國、5%來自南非、5%來自英國、4%來自薩爾瓦多。
據2001年加拿大全國人口普查，雷德迪尔市市民中有接近72%自稱為基督徒，而約26%則自稱沒有宗教信仰。22%市民（14,660人）為羅馬天主教徒、16.5市民（10,970人）屬加拿大聯合教會、5.6%市民（3,720人）屬加拿大聖公會、4.6%市民（3,065人）屬路德會、2%市民（1,305人）屬浸信會、1.8%市民（1,200人）屬五旬節會。
以2006年加拿大全國人口普查所得的數據分析，全國眾城市中以雷德迪尔市的人口結構與加拿大整體最為相似.

## 交通
亞伯達2號公路為雷德迪尔市的主要公路，南通卡加利，北通愛民頓。
雷德迪尔市區域機場主要供小型飛機使用，但也有航班來回卡加利、愛民頓、格蘭德佩拉利和麥克默瑞堡。
市内巴士服務由雷德迪尔市交通局提供。